# Roger Bigot (shérif)
Pour les articles homonymes, voir Roger Bigot et Bigot.
Pour les autres membres de la famille, voir Famille Bigot.
Roger Bigot ou Bigod († 1107), lord de Framlingham et Belvoir, est un petit chevalier normand qui devient l'un des principaux barons anglo-normands après la conquête de l'Angleterre, fondant une dynastie qui a le titre de comte de Norfolk et domine l'Est-Anglie jusqu'au début du XIVe siècle. 

## Biographie
Roger est peut-être le fils de Robert Bigot, le chevalier qui dénonce le complot de Guillaume Werlenc, comte de Mortain, au duc Guillaume le Bâtard vers 1055. À la suite de ce service, Robert figure parmi les gardes du duc et devient un sous-tenant mineur d'Odon de Bayeux dans le Calvados. Guillaume de Jumièges mentionne que ce Bigot était un cousin de Richard Goz, le vicomte d'Avranches.
Les racines normandes de Bigot se trouvaient dans le bocage virois, le pays boisé du sud-Bessin. 

### Après la conquête de l'Angleterre
Vers 1064, Roger tient des terres dans le Calvados d'Odon de Conteville, l'évêque de Bayeux, demi-frère du duc Guillaume le Conquérant. À la suite de la conquête, il prend beaucoup d'importance, entre au service royal pour devenir en 1086 l'un des principaux barons d'Est-Anglie. 
Les services qu'il rend en tant que proche conseiller et agent des trois premiers rois normands lui assurent une grande fortune foncière. D'après le Domesday Book, en 1086 il détient 6 seigneuries dans l'Essex, 117 dans le Suffolk et 187 dans le Norfolk,. Il acquiert la seigneurie de Belvoir par mariage, sa femme étant l'héritière de Robert de Tosny. La grande majorité des terres qu'il obtient ont été saisies à l'archevêque de Cantorbéry Stigand et son frère Æthelmar, l'évêque de Elmham en 1070, et au comte de Norfolk et Suffolk Ralph de Gaël après sa révolte en 1075. Il a très peu de terres en Normandie.
Roger Bigot est juge royal entre 1076 et 1079. Il est shérif du Norfolk dès 1069, et shérif du Suffolk pour deux périodes différentes avant 1086, et encore sous Henri Ier. Il est possible qu'il utilise sa fonction de shérif pour se constituer un grand honneur à partir de terres confisquées au Anglo-Saxons. En 1086, à la rédaction du Domesday Book, ses domaines lui rapportent 430£ par an, ce qui en fait le quinzième plus riche baron du royaume. Il est l'un des sénéchaux du roi Guillaume le Roux, et l'un de ses familiers. Étant donc souvent à son service, il est un témoin fréquent de ses actes juridiques. Il est aussi envoyé en Est-Anglie en tant que juge royal ambulant ou commissaire. 
En 1087, Guillaume le Roux lui retire son office de shérif du Norfolk. Bigot participe alors à la rébellion de 1088, qui projette de remplacer le roi par son frère aîné Robert Courteheuse, le duc de Normandie. Roger fortifie le château de Norwich et dévaste le territoire l'entourant. Il est pardonné par le roi, comme beaucoup d'autres après la répression royale. Ce dernier reconnaissant son erreur lui redonne l'office de shérif en 1091.

### Sous le règne d'Henri Ier
Son influence grandit encore après l'expédition du duc de Normandie en 1101 pour s'emparer du trône de son frère Henri Ier. Robert Malet, l'un des grands barons d'Est-Anglie s'étant rangé aux côtés du duc, ses vastes possessions lui sont confisquées, et l'honneur d'Eye rattaché à la couronne. Bigot est loyal et dévoué à Henri Ier. Il est l'un de ses sénéchaux, et un proche conseiller, avec Hugues d'Avranches, Richard de Reviers, Robert Ier de Meulan entre autres. À la suite d'un don du roi en 1101, il obtient la seigneurie de Framlingham (Suffolk) et son château, celui-ci devenant le siège familial des Bigot jusqu'à leur disparition en 1306.
Il fonde en 1103, avec sa femme Alice, le prieuré de Thetford (Norfolk) dans l'église duquel il est inhumé. Son monastère devient l'un des principaux d'Est-Anglie.
C'est parce que des hommes tels que Bigot leur étaient fidèles que les rois normands purent régner. Grâce à cette noblesse ministérielle, l'administration pouvait fonctionner, la politique du royaume être appliquée, et les comtés gardés sous contrôle. C'est probablement parce que Roger Bigot fut l'un des rares barons fidèles et dévoués dans l'est du royaume qu'il fut si richement récompensé. 
Son fils aîné Guillaume lui succède, mais il périt dans le naufrage de la Blanche-Nef en 1120. Son cadet Hugues lui succède, et devient comte de Norfolk durant le règne d'Étienne d'Angleterre. La dynastie Bigot tient le titre de comte de Norfolk et domine l'Est-Anglie jusqu'au début du XIVe siècle.

## Mariage et descendance
On lui a longtemps attribué deux épouses, mais Katharine Keats-Rohan pense aujourd'hui que ces deux femmes étaient en réalité la même personne. Il épouse Alice de Tosny, fille de Robert de Tosny, lord de Belvoir. Ils ont pour descendance connue :
- Guillaume († 1120), qui décède dans le naufrage de la Blanche-Nef. Il succède à son père comme lord de Framlingham. Shérif du Suffolk en 1116 ;
- Hugues (v. 1095-1177), il succède à son frère comme lord de Framlingham. Étienne le créé comte de Norfolk fin 1140 ;
- Humphrey († ap. 1113), chapelain d'Henri Ier ;
- Gunnor († av. 1137), épouse Robert FitzSweyn, lord de Rayleigh, puis Hamon de Saint-Clair ;
- Maud ou Mathilde († av. 1133), épouse Guillaume d'Aubigny dit Pincerna[16] ;
- Cécile, qui hérite de Belvoir par sa mère, épouse Guillaume d'Aubigné dit Brito.

### Sources
- « Roger Bigod », Christopher Tyerman, Who's Who in Early Medieval England, 1066-1272, Shepheard-Walwyn, 1996 (ISBN 0856831328), p. 45-46.
- A. F. Wareham, « Bigod, Roger (I) (d. 1107) », dans Oxford Dictionary of National Biography, Oxford University Press, 2004. Accédé en novembre 2008.

Partie généalogique :
- Comtes de Norfolk sur Medieval Lands
- Katharine Keats-Rohan, Belvoir : the heirs of Roger and Beranger de Tosny, dans Prosopon Newsletter, 1998. [PDF] [(en) lire l'article en ligne]